# Experimento LZ
O  experimento LZ (LUX-Zeplin), uma colaboração internacional formada em 2012, é um detector WIMP (Partícula massiva que interage fracamente) gerido pelo "Lawrence Berkeley National Lab" do DOE (Berkeley Lab) e localizado no Complexo Sanford de Investigação Subterrânea (SURF) em Dakota do Sul. LZ experimento é um experimento de detecção direta de matéria escura de última geração. Quando concluído, o experimento será experimento mais sensível do mundo para WIMPs sobre uma grande variedade de massas de WIMPs. LZ é uma colaboração de 30 institutos dos EUA, Reino Unido, Portugal e Rússia.